# Amerikanskt träjon
Amerikanskt träjon, Dryopteris goldiana, är en träjonväxtart som först beskrevs av William Jackson Hooker, och fick sitt nu gällande namn av Gray. Dryopteris göldiana ingår i släktet Dryopteris och familjen Dryopteridaceae. Inga underarter finns listade.